# シンギュラリタリアニズム
シンギュラリタリアニズム（英:  Singularitarianism）とは、技術的特異点（超知能の創造）が中期的な未来に起こる可能性が高いという信念によって定義される運動であり、シンギュラリティが人類に利益をもたらすことを確実にするための意図的な行動をとるべきであるとしている。
シンギュラリタリアンは、技術的特異点は単に可能であるだけではなく、慎重に導かれればむしろ望ましいものであるという信念を持っているため、技術的特異点について推測する他の未来学者とは区別される。したがって、彼らはときどき、その迅速かつ安全な実現に貢献するであろうと彼らが信じている方法で行動することに人生を捧げることがある。
タイム誌は、シンギュラリタリアンの世界観を次のように述べている。
それはサイエンス・フィクションのように聞こえるが、天気予報がそうでないのと同じだ。それは異端なアイデアではなく、地球上の生命に関する真剣な仮説である。超知能的な不滅のサイボーグを含むアイデアを飲み込もうとする際には、いつであっても知的な嘔吐反射が作動するが、できれば抑えて欲しい。シンギュラリティは一見すると馬鹿げているように見えるが、冷静で慎重な評価に報いるアイデアなのである。

## 定義
「シンギュラリタリアン」という用語は、1991年にエクストロピアンの思想家であるMark Plus（Mark Potts）によって「シンギュラリティの概念を信じる人」として定義された。その後、この用語は「シンギュラリティの活動家」（英:  Singularity activist）または「シンギュラリティの友」（英:  friend of the Singularity）を意味するように再定義された。つまり、シンギュラリティがもたらされるように行動する人のことである。
シンギュラリタリアニズムは、AIなどの特定の技術に焦点を合わせるのではなく、特定のトランスヒューマニストの目標としての人間の知能を強化することを好む指向または展望と考えることもできる。また、シンギュラリタリアンをシンギュラリティという概念の活動家または友、すなわち、シンギュラリティがもたらされるように行動する人であると識別する定義も存在する。いくつかの情報源はそれを、加速的な変化の時代に出現する理論的な未来の一点につながる超知能の開発をもたらし、導くための意図的な行動を提唱する道徳哲学であると述べた。
『シンギュラリティは近い―人類が生命を超越するとき』（2005年）の著者であり、発明家かつ未来学者のレイ・カーツワイルは、シンギュラリタリアンを「シンギュラリティを理解し、それがみずからの人生においてどのような意味を持つのか、懸命に考え続けてきた人」であると定義し、2045年頃にシンギュラリティが起こると推定した。

## 歴史
1993年、アメリカの数学者、計算機科学者、SF作家であるヴァーナー・ヴィンジは、テクノロジーが「人類の知性を超える存在の作成」を可能にするときが来るかもしれないと仮説を立てて、この瞬間を「特異点」（シンギュラリティ）という用語で表現した。彼は、シンギュラリティが人類に地球壊滅リスクをもたらす可能性があり、次の4つの手段のいずれかで発生する可能性があることを示唆した。
1. 超人的な知能を備える「覚醒」したコンピュータの開発。
2. 大規模なコンピュータネットワーク（および関連付けられたユーザー）が、超人的知能を持った実体として「目覚める」可能性。
3. コンピュータ / ヒューマンインターフェースが非常に密接となって、合理的に、ユーザーは超人的に賢いと見なされる場合。
4. 生命科学が人間の自然な知能を改善する方法を発見する可能性。[7]

シンギュラリタリアニズムは、2000年に人工知能の研究者であるEliezer Yudkowskyが『The Singularitarian Principles』を書いたことによって、一つの一貫したイデオロギーにまとまった。その中で彼は、シンギュラリタリアンは、シンギュラリティは可能かつ世界にとって有益であり、その支持者によって取り組まれている世俗的で非神秘的な出来事であると信じていると述べた。Yudkowskyのシンギュラリティの概念化は、様々な解釈を含むように作られた広い定義を提供したが、Michael Anissimovのような厳密な定義を主張する理論家も存在し、ポストヒューマン知能の開発の擁護にのみ言及している。
2000年6月、Yudkowskyはインターネット起業家のBrian AtkinsとSabine Atkinsの支援を受けて、自己改善型友好的AIの作成に向けて取り組むためにMachine Intelligence Research Instituteを設立した。MIRIの著作は、自己設計を改善する能力を備えたAI（Seed AI）は急速に超知能へと繋がるという考えを主張している。これらのシンギュラリタリアンらは、シンギュラリティに迅速かつ安全に到達することが最終的な地球壊滅リスクを最小限に抑えるための最善の方法であると考えている。
多くの人々は、シンギュラリタリアニズムを道徳哲学として採用せずに、技術的特異点は可能であると考えている。正確な数を測ることは困難だが、シンギュラリタリアニズムはトランスヒューマニストの哲学者であるニック・ボストロムを含む小さなムーブメントである。発明家で未来学者のレイ・カーツワイルは、2045年頃にシンギュラリティが起こると予測しており、2005年の著書『シンギュラリティは近い―人類が生命を超越するとき』でシンギュラリタリアニズムの普及に大きく貢献した。
では、シンギュラリティとは何か？それは技術的変化の速度が非常に速まり、その影響が非常に深まって、人間の人生が不可逆的に変化する将来の期間のことである。ユートピアでもディストピアでもないが、この期間は我々のビジネスモデルから死そのものを含む人生のサイクルまで、人生に意味を与えるために我々が依存している概念を変える。シンギュラリティを理解することで、我々の過去の重要性や我々の未来への影響に対する見方が変わる。それを真に理解することは、一般的な人生の見方や特定の人生を本質的に変える。私は、シンギュラリティを理解し、それがみずからの人生にどのような意味を持つのか、懸命に考え続けてきた人を「シンギュラリタリアン」であると考える。
NASAとGoogle、そして幅広い技術予測者およびテクノキャピタリストの支援を受けて、変化を加速させるという課題に対処する次世代のリーダーを育成することを目標に、シンギュラリティ・ユニバーシティが2009年6月にシリコンバレーのNASAリサーチパークに開校された。
2009年7月、多くの著名なシンギュラリタリアンが、ロボットとコンピュータの潜在的な影響と、それらが自足および自己判断可能になるという仮説上の可能性の影響について議論するために、アメリカ人工知能学会（AAAI）が主催する会議に参加した。彼らは、コンピュータとロボットが任意のレベルの自律性を獲得できる可能性とその程度、および脅威や危険（i.e. サイバネティックな反乱）を引き起こす可能性があるそのような能力をどの程度使用できるかについて議論した。彼らは、いくつかの機械が、動力源を自分で見つけることができるものや、武器で攻撃できる標的を独立して選択可能であるといったものを含む、様々な形態の半自律性を獲得したことに注目した。一部のコンピュータウイルスは排除から逃れ「ゴキブリ・インテリジェンス」を達成できると警告した。彼らは、SFに描かれているような自己認識は恐らく有り得そうにないが、他の潜在的な危険性や落とし穴があると主張した。一部の専門家と学者は、特にそのようなロボットに対してある程度の自律機能が与えられている場合の軍事戦闘でのロボットの使用に疑問を投げかけている。アメリカ人工知能学会の会長は、この問題を調べるために研究を依頼した。

## 反応
カーツワイルのシンギュラリタリアニズムにはいくつかの反論があり、それにはAI領域に関する楽観主義者からの批判も含まれている。例えば、ピューリッツァー賞を受賞した作家ダグラス・ホフスタッターは、カーツワイルの2045年までに人間レベルの人工知能が達成できるという予測は実行不可能であると主張している。シンギュラリティの概念を予測したムーアの法則を示したことで知られるゴードン・ムーアでさえ、それは決して起こらないと主張した。一部の観測筋によると、シンギュラリタリアニズムは死の恐怖に対する準宗教的反応であると推測され、支持者はその存在論的負担を負わずにその宗教の利益を享受することができるため、これらの批判にシンギュラリティへの熱意を弱めることはできないとしている。科学ジャーナリストのジョン・ホーガンは、この概念についてより多くの洞察を提供した。
現実を見よう。技術的特異点は、科学的なビジョンというよりは宗教である。SF作家のケン・マクラウドは「コンピューターマニアたちの携挙（the rapture for nerds）」という名前を授けている。つまり、歴史の終末であり、イエスが現れ信仰者を天国へと導き、罪人を後に残していく瞬間である。このような超越的なものを願う理由は、完全に理解可能である。個人としても種としても、我々は致死的に重大な問題に直面している。たとえば、テロ、核拡散、人口過剰、貧困、飢餓、環境破壊、気候変動、資源枯渇やエイズなどである。エンジニアと科学者は、我々がこれらの世界の問題に立ち向かい、解決策を発見することを支援するべきなのであって、技術的特異点のような夢想的、疑似科学的ファンタジーに浸るべきではない。
カーツワイルはこの分類を否定し、シンギュラリティについての彼の予測は過去の計算技術の増加が指数関数的であったデータによるものであると述べている。彼はまた、自分の見解に異議を唱える批評家は、技術の進歩を直感的に直線的に捉えているということを強調した。